# Майами Сол
«Майа́ми Сол» (англ. Miami Sol) — американская профессиональная женская баскетбольная команда, выступавшая в Восточной конференции женской национальной баскетбольной ассоциации (ЖНБА). Клуб базировался в городе Майами (штат Флорида), был основан в 2000 году, а свои домашние игры проводил на «Американ Эйрлайнс-арене». Наибольших успехов «Сол» добились в сезоне 2001 года, когда команда единственный раз в своей истории сумела выйти в плей-офф.
За время существования клуба в нём выступали такие известные баскетболистки, как Елена Баранова, Рут Райли, Сэнди Бронделло, Дебби Блэк, Бетти Леннокс, Трейси Рид и Шери Сэм.

## История команды
За свою короткую историю «Майами Сол» отыграли в лиге три сезона, выступая под руководством главного тренера Рона Ротштейна. В 2001 году команда единственный раз в своей истории сумела выйти в плей-офф, где в трёх матчах уступила клубу «Нью-Йорк Либерти». В следующем сезоне команда завершила чемпионат с результатом 15-17, который оказался для «Сол» последним. После его окончания женская НБА окончательно продала права собственности на свои франшизы владельцам команд НБА или третьим лицам, однако «Майами Хит» вообще решила прекратить субсидирование «Сол», а владельцы команды не смогли насобирать достаточно денег, чтобы соответствовать новым правилам ЖНБА, и свернули организацию 27 ноября 2002 года. За время своих выступлений в ассоциации клуб одержал 48 побед и потерпел 48 поражений. В том же году обанкротилась ещё одна команда из Флориды — «Орландо Миракл», которая вынуждена была переехать в Коннектикут и сменить название на «Коннектикут Сан», но её франшиза и логотип очень похожи на «Майами Сол».

## Протокол сезонов ЖНБА
| Сезон      | Конференция | Место      | Регулярный чемпионат | Регулярный чемпионат | Регулярный чемпионат | Плей-офф                                                   | Тренер                                     | Ссылки                                     |
| Сезон      | Конференция | Место      | Победы               | Поражения            | Процент              | Плей-офф                                                   | Тренер                                     | Ссылки                                     |
| Майами Сол | Майами Сол  | Майами Сол | Майами Сол           | Майами Сол           | Майами Сол           | Майами Сол                                                 | Майами Сол                                 | Майами Сол                                 |
| ---------- | ----------- | ---------- | -------------------- | -------------------- | -------------------- | ---------------------------------------------------------- | ------------------------------------------ | ------------------------------------------ |
| 2000       | Восточная   | 6-е        | 13                   | 19                   | 40,6                 | Не квалифицировалась в плей-офф                            | Рон Ротштейн                               | [ 6 ]                                      |
| 2001       | Восточная   | 3-е        | 20                   | 12                   | 62,5                 | Проиграла в полуфинале конференции «Либерти» со счётом 1:2 | Рон Ротштейн                               | [ 7 ]                                      |
| 2002       | Восточная   | 6-е        | 15                   | 17                   | 46,9                 | Не квалифицировалась в плей-офф                            | Рон Ротштейн                               | [ 8 ]                                      |
| Регулярки  | Регулярки   | Регулярки  | 48                   | 48                   | 50,0                 | 0 титулов победителя Восточной конференции                 | 0 титулов победителя Восточной конференции | 0 титулов победителя Восточной конференции |
| Плей-офф   | Плей-офф    | Плей-офф   | 1                    | 2                    | 33,3                 | 0 титулов победителя турнира женской НБА                   | 0 титулов победителя турнира женской НБА   | 0 титулов победителя турнира женской НБА   |

## Статистика игроков
| Сезоны | Лучшие игроки команды по пяти главным статистическим показателям | Лучшие игроки команды по пяти главным статистическим показателям | Лучшие игроки команды по пяти главным статистическим показателям | Лучшие игроки команды по пяти главным статистическим показателям | Лучшие игроки команды по пяти главным статистическим показателям | Ссылки |
| Сезоны | PPG                                                              | RPG                                                              | APG                                                              | SPG                                                              | BPG                                                              | Ссылки |
| ------ | ---------------------------------------------------------------- | ---------------------------------------------------------------- | ---------------------------------------------------------------- | ---------------------------------------------------------------- | ---------------------------------------------------------------- | ------ |
| 2000   | Шери Сэм (12,8)                                                  | Марлис Аскамп (7,2)                                              | Дебби Блэк (3,1)                                                 | Дебби Блэк (1,8)                                                 | Шантия Оуэнс (0,8)                                               | [ 6 ]  |
| 2001   | Шери Сэм (13,9)                                                  | Елена Баранова (6,0)                                             | Дебби Блэк (3,8)                                                 | Дебби Блэк (2,6)[a]                                              | Елена Баранова (1,8)                                             | [ 7 ]  |
| 2002   | Шери Сэм (14,5)                                                  | Шери Сэм (4,8)                                                   | Дебби Блэк (4,3)                                                 | Шери Сэм (2,2)                                                   | Рут Райли (1,6)                                                  | [ 8 ]  |

- a  Жирным шрифтом выделен игрок, который выиграл в этом сезоне ту или иную номинацию.

## Состав в сезоне 2002
| \| Поз. \| № \| Гражд. \| Имя \| Дата рождения (возраст) \| Рост \| Вес \| Звание \| \| ---- \| -- \| ------ \| -------------------- \| ------------------------ \| ------ \| ----- \| ------ \| \| Ф \| 5 \| \| Триша Стаффорд \| 11 ноября 1970 (54 года) \| 183 см \| 72 кг \| \| \| З \| 6 \| \| Сэнди Бронделло \| 20 августа 1968 (56 лет) \| 170 см \| 61 кг \| \| \| Ц \| 7 \| \| Рут Райли \| 28 августа 1979 (45 лет) \| 196 см \| 89 кг \| \| \| З/Ф \| 8 \| \| Изиане Кастро Маркес \| 13 марта 1982 (43 года) \| 183 см \| 63 кг \| \| \| З \| 9 \| \| Клаудия Невеш \| 17 февраля 1975 (50 лет) \| 173 см \| 61 кг \| \| \| З/Ф \| 11 \| \| Линдсей Ямасаки \| 2 июня 1980 (45 лет) \| 185 см \| 83 кг \| \| \| Ф \| 18 \| \| Ванесса Нюгор \| 13 марта 1975 (50 лет) \| 185 см \| 79 кг \| \| \| З \| 22 \| \| Бетти Леннокс \| 4 декабря 1976 (48 лет) \| 173 см \| 64 кг \| \| \| З \| 31 \| \| Дебби Блэк \| 29 июля 1966 (58 лет) \| 160 см \| 56 кг \| \| \| Ц \| 41 \| \| Поллианна Джонс \| 6 ноября 1975 (49 лет) \| 190 см \| 74 кг \| \| \| Ф/Ц \| 52 \| \| Кристен Расмуссен \| 1 ноября 1978 (46 лет) \| 193 см \| 78 кг \| \| \| З/Ф \| 55 \| \| Шери Сэм \| 5 мая 1974 (51 год) \| 183 см \| 72 кг \| \| | Главный тренер - Рон Ротштейн Ассистенты тренера - Тони Фиорентино - Дженни Бусек Легенда - (К) — Капитан команды Последнее изменение: 1 сентября 2002 года |                         |                      |                          |        |       |        |
| Поз. | № | Гражд.                  | Имя                  | Дата рождения (возраст)  | Рост   | Вес   | Звание |
| Ф | 5 | Флаг США                | Триша Стаффорд       | 11 ноября 1970 (54 года) | 183 см | 72 кг |        |
| З | 6 | Флаг Австралии          | Сэнди Бронделло      | 20 августа 1968 (56 лет) | 170 см | 61 кг |        |
| Ц | 7 | Флаг США                | Рут Райли            | 28 августа 1979 (45 лет) | 196 см | 89 кг |        |
| З/Ф | 8 | Флаг Бразилии           | Изиане Кастро Маркес | 13 марта 1982 (43 года)  | 183 см | 63 кг |        |
| З | 9 | Флаг Бразилии           | Клаудия Невеш        | 17 февраля 1975 (50 лет) | 173 см | 61 кг |        |
| З/Ф | 11 | Флаг США                | Линдсей Ямасаки      | 2 июня 1980 (45 лет)     | 185 см | 83 кг |        |
| Ф | 18 | Флаг США                | Ванесса Нюгор        | 13 марта 1975 (50 лет)   | 185 см | 79 кг |        |
| З | 22 | Флаг США                | Бетти Леннокс        | 4 декабря 1976 (48 лет)  | 173 см | 64 кг |        |
| З | 31 | Флаг США                | Дебби Блэк           | 29 июля 1966 (58 лет)    | 160 см | 56 кг |        |
| Ц | 41 | Флаг Багамских Островов | Поллианна Джонс      | 6 ноября 1975 (49 лет)   | 190 см | 74 кг |        |
| Ф/Ц | 52 | Флаг США                | Кристен Расмуссен    | 1 ноября 1978 (46 лет)   | 193 см | 78 кг |        |
| З/Ф | 55 | Флаг США                | Шери Сэм             | 5 мая 1974 (51 год)      | 183 см | 72 кг |        |

## Главные тренеры
| Тренер       | Сезоны    | Победы и поражения (процент) | Победы и поражения (процент) | Ссылки |
| Тренер       | Сезоны    | Регулярка                    | Плей-офф                     | Ссылки |
| ------------ | --------- | ---------------------------- | ---------------------------- | ------ |
| Рон Ротштейн | 2000—2002 | 48-48 (50,0)                 | 1-2 (33,3)                   | [ 9 ]  |
| Всего        |           | 48-48 (50,0)                 | 1-2 (33,3)                   |        |

## Генеральные менеджеры
- Рон Ротштейн (2000—2002)

## Зал славы женского баскетбола
| Игрок     | Позиция   | Карьера в команде | Год включения | Ссылки |
| --------- | --------- | ----------------- | ------------- | ------ |
| Рут Райли | Центровая | (2001—2002)       | 2019          | [ 10 ] |

## Индивидуальные и командные награды
| Награды[b]                  | Игроки, тренеры и сезоны | Ссылки |
| --------------------------- | ------------------------ | ------ |
| Чемпионка ЖНБА              | нет                      |        |
| Финал ЖНБА                  | нет                      |        |
| Плей-офф ЖНБА               | 1 (2001)                 |        |
| MVP ЖНБА                    | нет                      | [ 11 ] |
| MVP финала ЖНБА             | нет                      | [ 12 ] |
| MVP ASG ЖНБА                | нет                      |        |
| Лучший игрок обороны        | Дебби Блэк (2001)        | [ 13 ] |
| Самый прогрессирующий игрок | нет                      | [ 14 ] |
| Спортивное поведение        | нет                      | [ 15 ] |
| Лучший новичок              | нет                      | [ 16 ] |
| Лучший тренер               | нет                      | [ 17 ] |

- b  В таблицу включены лишь те призы, которыми награждались игроки за время существования команды.

## Известные игроки
- Марлис Аскамп
- Елена Баранова
- Дебби Блэк
- Сэнди Бронделло
- Марла Брумфилд
- Изиане Кастро Маркес
- Таня Костич
- Бетти Леннокс
- Тамара Мур
- Кэролин Мус
- Шэрон Мэннинг
- Рут Райли
- Кристен Расмуссен
- Трейси Рид
- Шери Сэм
- Юмеки Уэбб

## Участники матчей всех звёзд
| Год  | Участники матчей всех звёзд | Участники матчей всех звёзд |
| Год  | Стартовый состав            | Резервный состав            |
| ---- | --------------------------- | --------------------------- |
| 2000 |                             |                             |
| 2001 |                             | Елена Баранова              |
| 2002 |                             | Шери Сэм                    |